# Lauren Newton
Lauren Amber Newton (16 de noviembre de 1952) es una cantante de jazz de vanguardia y música clásica contemporánea y fundadora de la Vienna Art Orchestra.

## Biografía
Obtuvo una licenciatura en música en la Universidad de Oregon. En 1974 se mudó a Europa y continuó sus estudios musicales  con Sylvia Geszty en la Universidad Estatal de Música y Artes Escénicas de Stuttgart. En 1977 se unió a la Orquesta de Arte de Viena, con la que realizó numerosas giras hasta 1989. Con Bobby McFerrin, Jeanne Lee, Urszula Dudziak y Jay Clayton formó Vocal Summit en 1982.
Combina técnicas convencionales con sonidos vocales poco convencionales.  Ha enseñado en la Universidad de las Artes de Berlín, la Universidad de Música y Artes Escénicas de Graz en Austria, la Folkwang Hochschule de Essen, Alemania y la Universidad de Ciencias Aplicadas y Artes de Lucerna en Lucerna, Suiza.

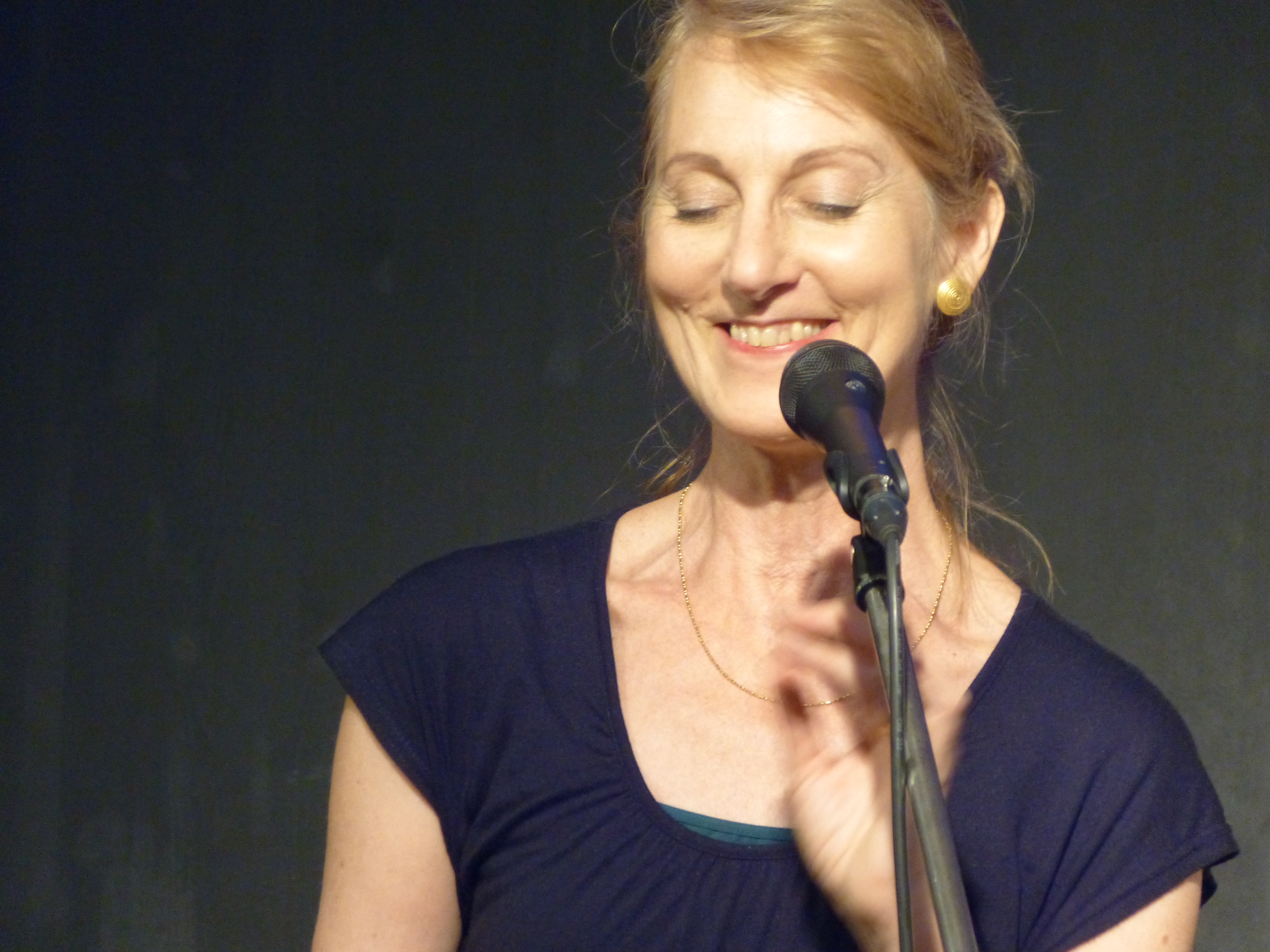
Lauren Newton en Alemania, 2015
(Foto de Annamarie Ursula)

Su álbum debut, Timbre (1983), ganó el Premio Anual de la Crítica Alemana. Durante los siguientes diez años colaboró con el poeta austriaco Ernst Jandl. También ha trabajado con Jon Rose, Fritz Hauser, Vladimir Tarasov,  Anthony Braxton, Christy Doran, Bernd Konrad, Peter Kowald, Joachim Kühn, Joëlle Léandre, Urs Leimgruber, Patrick Scheyder, Aki Takase y el Südpool-Ensemble dirigido por Herbert Joos.
Interpretó Comment de Adriana Hölszky para Lauren y otras obras de Hans-Joachim Hespos, Bernd Konrad, Hannes Zerbe y Wolfgang Dauner. En 1993 interpretó la adaptación para vocalista solista de Wolfgang Schmiedt de los Kindertotenlieder de Mahler. En 1998 participó en la conferencia internacional Frau Musica (nova) en el conservatorio de Colonia, Alemania.

## Discografía

### Como líder
- Timbre (hat ART, 1983)
- Voiceprint (Extraplatte, 1988)
- Art Is... (Leo, 1994)
- 18 Colors  (Leo, 1997)
- Composition 192 (Leo, 1996)
- Filigree (Hatology, 1998)
- Altered Egos (Omba, 1998)
- Out of Sound (Leo, 2002)
- The Lightness of Hearing (Leo, 2002)
- Face It  (Leo, 2005)
- Artesian Spirits (Leo, 2005)
- SoundSongs (Leo, 2006)
- Tenderness of Stones (Leo, 2007)
- 2 Souls in Seoul (Leo, 2008)
- Stormy Whispers (Bandcamp, 2020)

Como miembro de la Orquesta de Arte de Viena
- Tango from Obango (Extraplatte, 1979)
- Concerto Piccolo (hat ART, 1980)
- Suite for the Green Eighties (hat ART, 1982)
- From No Time to Rag Time (hat ART, 1982)
- The Minimalism of Erik Satie (hat ART, 1984)
- Jazzbühne Berlin 85 (Amiga, 1986)
- Nightride of a Lonely Saxophone Player (Moers, 1986)
- Inside Out (Moers, 1987)
- A Notion in Perpetual Motion (hat ART, 1985)
- Blues for Brahms (Amadeo, 1989)
- Innocence of Clichés (Amadeo, 1990)
- Highlights: Live in Vienna (1993)
- Two Little Animals (1994)[2]

### Como invitada
Con Jon Rose
- 1994 Violin Music for Supermarkets
- 1995 Eine Violine fur Valentin
- 1997 Shopping.Live@Victo
- 1998 Techno Mit Storungen[2]

Con el Coro de Arte de Viena
- From No Art to Mo(z)art (Moers, 1983)
- Five Old Songs (Moers, 1984)
- Swiss Swing (Moers, 1986)

Con el especial de arte de Viena
- Serapionsmusic (Moers, 1984)

Con otros
- 1996 Trio LTD, Trio LTD
- 1996 Wait Until Dark, Secret Passion Orchestra
- 2000 Not Missing Drums Project, Urban Voices
- 2004 Grunt, Chotjewitz: The Magic of a Flute, George Gruntz
- 2014 Dream a Little Dream, Pink Martini[2]